# Cerro Roble Alto
El cerro Roble Alto es una montaña en la zona norponiente de la Región Metropolitana de Santiago, en Chile central. Es una de las principales prominencias de la zona central de la cordillera de la Costa, alcanzando los 2207 m s. n. m.
Se ubica en el límite de las regiones de Valparaíso y Metropolitana, entre la cuesta La Dormida y los Altos de Chicauma. Su cumbre delimita las comunas de Quilpué, Lampa y Curacaví.
En 2008, una aeronave se estrelló en la ladera sur del cerro, falleciendo sus tres tripulantes.